# GdP-Stern
Der GdP-Stern ist ein seit 1988 meist jährlich von der Kreisgruppe Kassel der Gewerkschaft der Polizei (GdP) verliehener Preis. Er zeichnet Persönlichkeiten aus, die sich für die Belange von Polizeibeschäftigten einsetzen oder aber durch die Darstellung der Polizeiarbeit in besonders authentischer und positiver Weise hervorheben. Waren es in den ersten Jahren vornehmlich hessische Politiker und Journalisten, so sind in den letzten zwei Jahrzehnten vor allen Dingen Schauspielerinnen und Autoren ausgezeichnet worden. Zu den Preisträgern gehören u. a. Hans Eichel (1993), Iris Berben (2000), Evelyn Hamann (2005), Ulrike Folkerts (2009), Rudi Cerne (2010), Nele Neuhaus (2016), Sebastian Fitzek (2021) und Mario Barth (2024).

## Die Anfangsjahre
1987 wurde bei der Kreisgruppe Kassel der Gewerkschaft der Polizei (GdP), eine der größten Kreisgruppen Deutschlands, von Hilmar Lorenz und Hans-Jürgen Lipinski die Idee geboren, als Klammer zwischen den Medien, der Politik und der GdP einen Preis auszuloben. Der Preis bekam den Namen „GdP-Stern“ und bestand aus einer handgedrechselten Holzscheibe mit GdP-Stern-Symbol und graviertem Wappen.
Der erste Preisträger war 1987 Jörg Steinbach, Redakteur der „Hessisch/Niedersächsischen Allgemeinen“ (HNA) Kassel. 1989 ehrte man den „Spiegel“-Redakteur Jürgen Scherzer.
1991 war der damalige hessische Innenminister Herbert Günther (SPD) der erste Politiker, der den Preis erhielt.
Im Jahr 1995 wurde erstmals ein Schauspieler geehrt. Es war Jürgen Heinrich für die wirklichkeitsgetreue Darstellung des Kriminalhauptkommissars Andreas Wolff in der SAT.1-Serie Wolffs Revier.
1998 erhielten den Preis gemeinsam der hessische Innenminister Gerhard Bökel (SPD) und der Vorsitzende der GdP Hessen Hermann Lutz für die Einführung der sogenannten „zweigeteilten Laufbahn“ mit Studium für die Polizei in Hessen.
2002 ging die Ehrung an David Morales vom New York Police Department, der als Ersthelfer bei dem Anschlag auf das World Trade Center vom 11. September 2001 Menschenleben rettete.

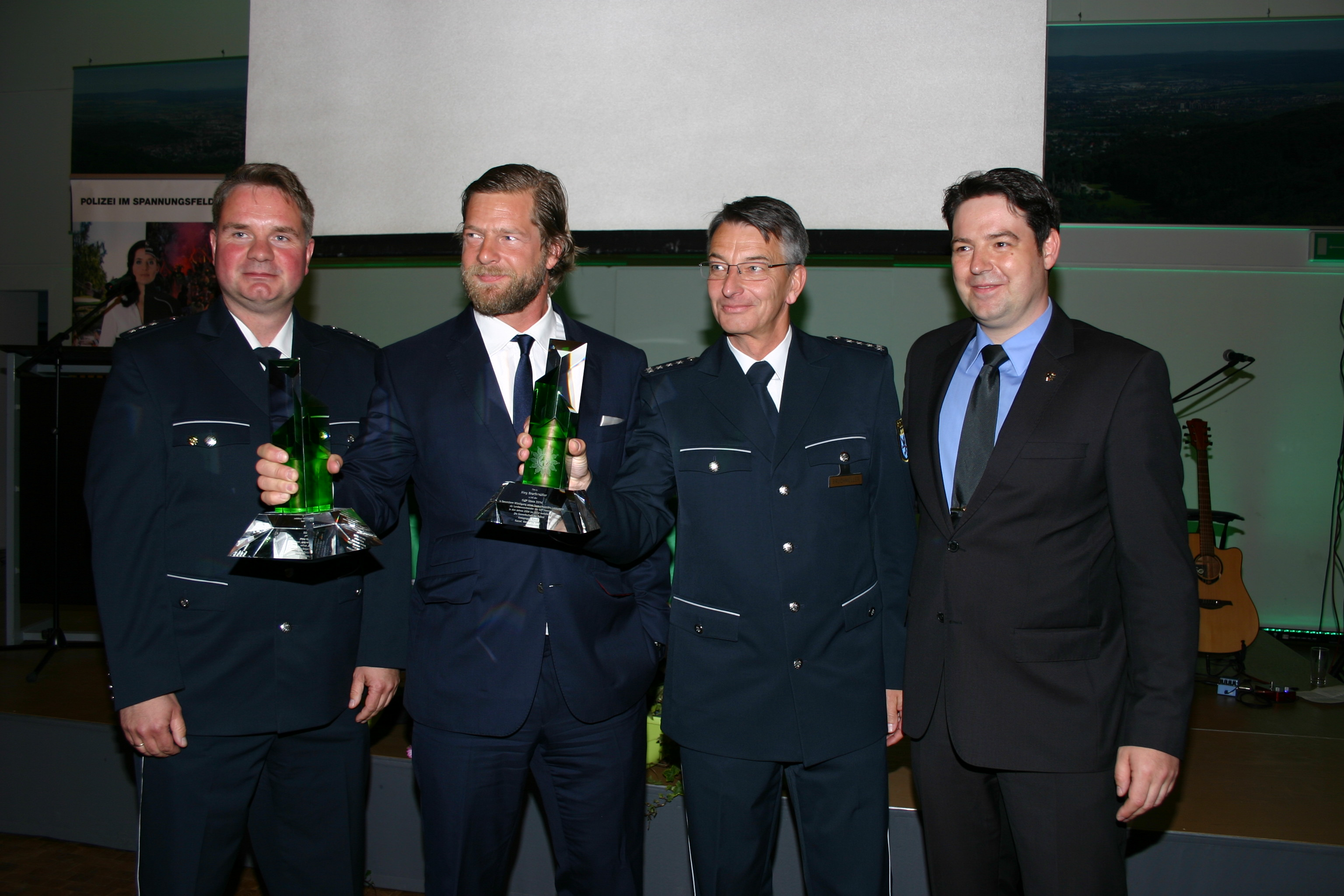
2015 wurde der Preis erstmals in Form einer Glasskluptur verliehen. Erste Preisträger waren Jörg Bruchmüller (Vorsitzenden der Gewerkschaft der Polizei (GdP) Hessen) und Henning Baum als Schauspieler für „Der letzte Bulle“ (Sat.1). Foto: Simone Sauerländer

## Steigende Bedeutung
Norbert Birnbach und Volker Zeidler prägten bis 2012 die Gestaltung des Preises. Mit Jürgen Tomicek bekam 2004 ein Karikaturist und Polizeibeamter den Preis. 2009 wurde Ulrike Folkerts als „Tatort“-Kommissarin geehrt, für die positive Darstellung der Rolle der Frau in der Polizei.
2012 wurde erstmals ein Buchautor geehrt. Peter Jamin hatte sich mit dem Thema Gewalt gegen Polizeibeamte in seinem Buch „Abgeknallt“ beschäftigt. Peter Jamin erhob Forderungen an Richter und Staatsanwaltschaft, die Polizistinnen und Polizisten bei ihrer schweren Arbeit zu unterstützen. Dafür zollte man ihm mit dem GdP-Stern Respekt.

## Neugestaltung

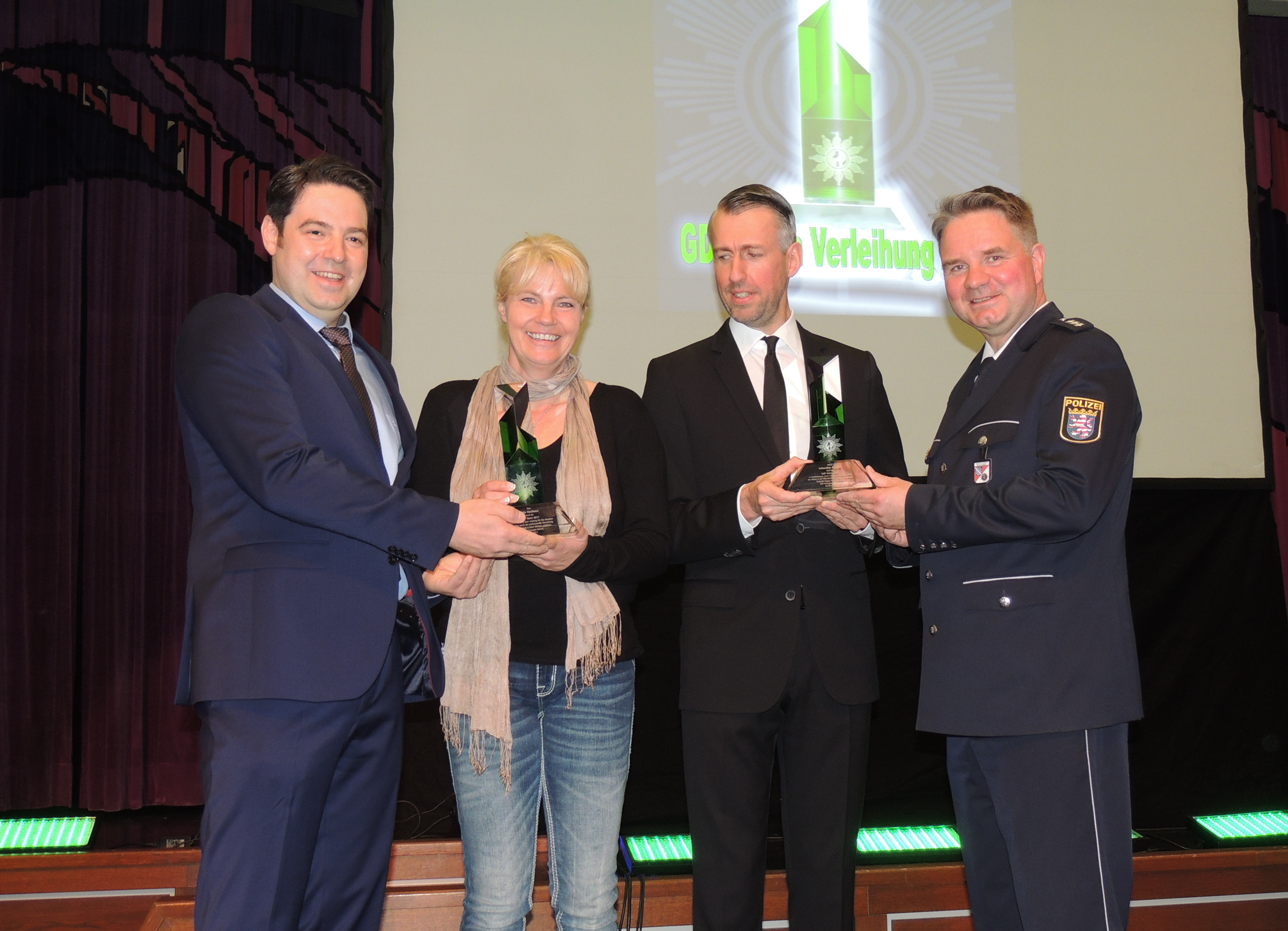
Preisverleihung 2017. Nele Neuhaus und Sebastian Pufpaff waren die Preisträger. Rechts: Stefan Rüppel (Bezirksgruppenvorsitzender GdP Nordhessen) und links: Lars Elsebach (Vorsitzender GdP-Kreisgruppe) Foto: Marion Geisler.

### Glasskulptur entsteht
Der Preis und seine Verleihung wurde 2015 auf Initiative von Stefan Rüppel (Bezirksgruppenvorsitzender GdP Nordhessen) und Lars Elsebach (Vorsitzender GdP-Kreisgruppe) neu gestaltet und besteht nun aus einer Glasskulptur. Henning Baum war der erste Preisträger des neugestalteten Preises für seine Darstellung in der Reihe „Der letzte Bulle“.

### Ort der Preisverleihung wechselt
Die Preisverleihung 2017 fand erstmals in der Stadthalle Baunatal statt und wurde erstmals von einem Moderator, Marcus Leitschuh, moderiert. Für das Jahr 2016 wurde dort Nele Neuhaus geehrt, die bei ihren Taunus-Krimis um die Ermittlerfigur Oliver von Bodenstein der Polizeidirektion Hofheim am Taunus auf realistische Darstellung des Polizeialltags Wert legt. Sebastian Pufpaff bekam als erster Kabarettist den Preis. Er hatte sich nach der Silvesternacht 2015/2016 in Köln in der 25. Sendung „Pufpaffs Happy Hour“ (3Sat) öffentlich bei der Polizei für ihre Arbeit bedankt.
Julian Reichelt, Chefredakteur der „Bild“-Zeitung, wurde für das Jahr 2018 ausgezeichnet. Er hatte eine Spendenaktion für beim G 20-Gipfel verletzte Polizistinnen und Polizisten ins Leben gerufen. Sie konnten mit dem Geld Kurzurlaube ermöglichen. Die beiden Chefreporter Claudia Weingärtner und Frank Schneider nahmen die Auszeichnung entgegen.
Für das Jahr 2019 wurde Max Müller in seiner Rolle als Michi Mohr in der ZDF-Fernsehserie „Die Rosenheim-Cops“ ausgezeichnet. Lars Elsebach, Vorsitzender der GdP Kassel, begründete es in seiner Laudatio: Suche man in der Literatur, welches die Charaktereigenschaften eines Polizeibeamten sein sollten, stoße man auf Begriffe wie Teamgeist, Kommunikationsstärke, Flexibilität, Umsicht, Durchsetzungsvermögen, Beherrschtheit, aber auch Verantwortungsbewusstsein, Einsatzbereitschaft, Durchhaltevermögen, Aufmerksamkeit, Sorgfalt und Höflichkeit. „Das alles sind Werte, die unser Michi, wie er liebevoll von seinen Fans genannt wird, vollständig verinnerlicht hat.“

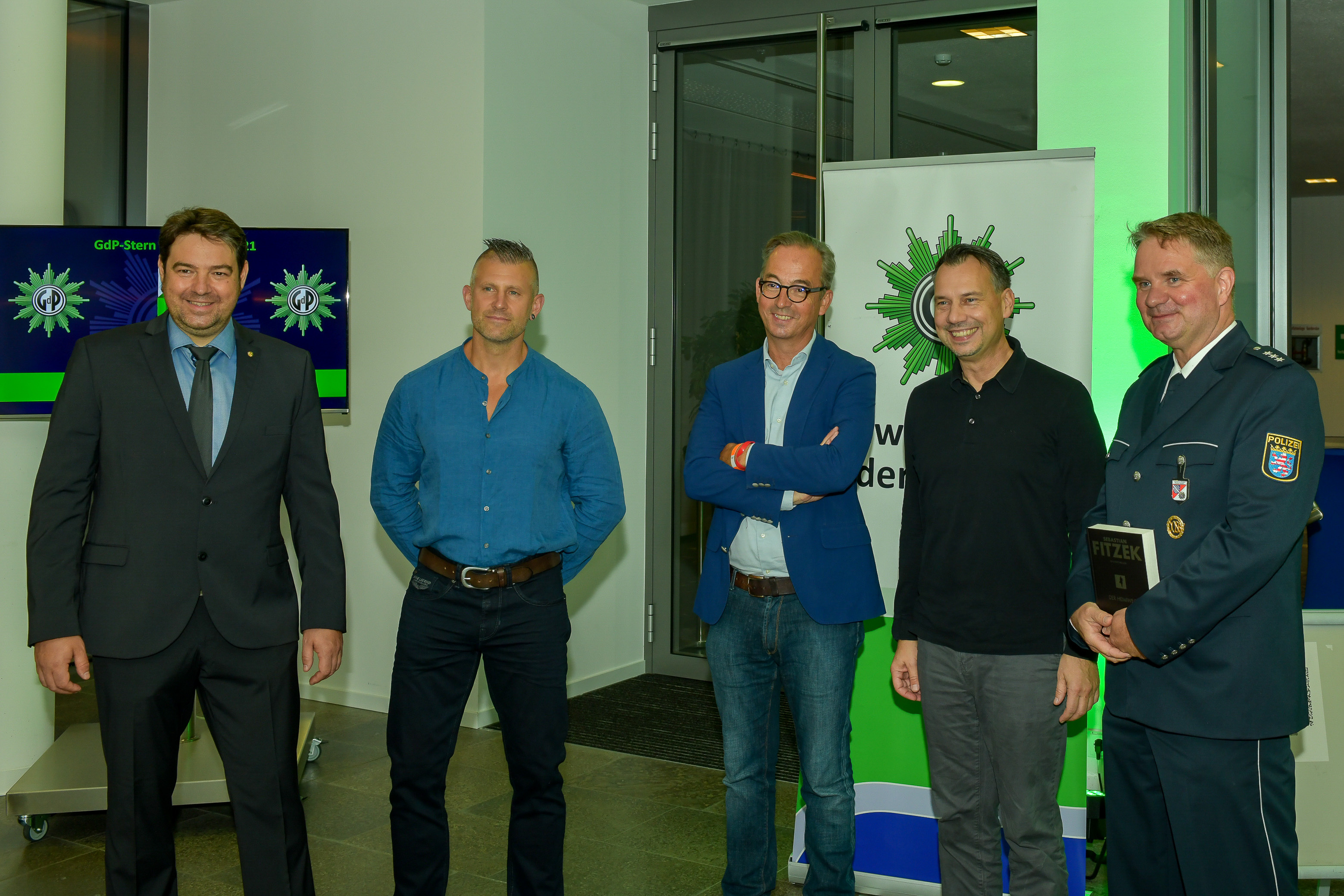
Preisverleihung 2021 mit Lars Elsebach, Andy Eisenmann, Jan Fleischhauer, Sebastian Fitzek und Stefan Rüppel. (Foto: Karl Lamp, Bildrechte GdP Kreisgruppe Kasse)

2021 fand die Preisverleihung für die Jahre 2020 und 2021 statt. Sebastian Fitzek wurde für seine erfolgreiche Arbeit als Thrillerautor ausgezeichnete. Fitzek hat die „Krimi- und Thrillerwelt auf den Kopf gestellt und auch ein wenig revolutioniert“, sagte Lars Elsebach (GdP Kassel) in der Begründung. In seinen Büchern schaffe er es, die Realität mit der fiktiven Welt zu verschmelzen. Jan Fleischhauer wurde für die im Magazin „Focus“ erschienene Kolumne „Her mit den Vorurteilen! Wie sich Deutschland ein Polizeiproblem herbeiredet“ ausgezeichnet. Fleischhauer habe ein klares Statement abgegeben in einer Zeit, wo seine Kolleginnen und Kollegen als Nazis und Rassisten beschimpft würden, so Stefan Rüppel, stellvertretender Landesvorsitzender der GdP Hessen.

### Besucherrekord
Für die Jahre 2024 und 2025 wurden Komiker und Moderator Mario Barth für die Sendung Mario Barth deckt auf! und Schauspielerin Marisa Burger für die authentische Darstellung der Polizeiverwaltungsangestellten „Miriam Stockel“ aus der Serie Die Rosenheim-Cops ausgezeichnet. Mario Barth nahm den Preis schon tagsüber bei Dreharbeiten in Kassel entgegen.

## Preisträger
| Jahr | Person                | Funktion                                                          |
| ---- | --------------------- | ----------------------------------------------------------------- |
| 1987 | Jörg Steinbach        | Lokalredakteur Hessisch Niedersächsische Allgemeine (HNA) Kassel  |
| 1988 | Berthold Dücker       | Chefredakteur Extra Tip Kassel                                    |
| 1989 | Jürgen Scherzer       | Redakteur Der Spiegel                                             |
| 1990 | Martin Schmid         | Fernsehredakteur Hessischer Rundfunk – Studio Kassel              |
| 1991 | Herbert Günther       | Hessischer Innenminister                                          |
| 1992 | Karl-Heinz Ernst      | Landtagsabgeordneter                                              |
| 1993 | Hans Eichel           | Ministerpräsident des Landes Hessen                               |
| 1994 | Josef Weber           | Landtagsabgeordneter                                              |
| 1995 | Jürgen Heinrich       | Schauspieler für Wolffs Revier (Sat.1)                            |
| 1996 | Stefan Kurt           | Schauspieler für Der Schattenmann (ZDF)                           |
| 1997 | Georg Lewandowski     | Oberbürgermeister der Stadt Kassel                                |
| 1998 | Hermann Lutz          | Vorsitzender der Gewerkschaft der Polizei (GdP) Hessen            |
| 1999 | Gerhard Bökel         | Hessischer Innenminister                                          |
| 2000 | Iris Berben           | Schauspielerin für Rosa Roth (ZDF)                                |
| 2001 | Christian Danner      | Fernsehmoderator (RTL)                                            |
| 2002 | David Morales         | New York City Police Department                                   |
| 2004 | Jürgen Tomicek        | Karikaturist und Polizeibeamter                                   |
| 2005 | Evelyn Hamann         | Schauspielerin für Adelheid und ihre Mörder (ARD)                 |
| 2006 | Jan Fedder            | Schauspieler für Großstadtrevier (ARD)                            |
| 2009 | Ulrike Folkerts       | Schauspielerin für Tatort (ARD)                                   |
| 2010 | Rudi Cerne            | Moderator der Fernsehsendung Aktenzeichen XY                      |
| 2011 | Ulrike Pflüger-Scherb | Lokalredakteurin der Hessisch Niedersächsischen Allgemeinen (HNA) |
| 2012 | Peter Jamin           | Autor                                                             |
| 2014 | Jörg Bruchmüller      | Vorsitzender der Gewerkschaft der Polizei (GdP) Hessen            |
| 2015 | Henning Baum          | Schauspieler für Der letzte Bulle (Sat.1)                         |
| 2016 | Nele Neuhaus          | Autorin                                                           |
| 2017 | Sebastian Pufpaff     | Kabarettist                                                       |
| 2018 | Julian Reichelt       | Chefredakteur der Bild für deren Spendenaktion                    |
| 2019 | Max Müller            | Schauspieler Die Rosenheim-Cops (ZDF)                             |
| 2020 | Jan Fleischhauer      | Kolumnist Magazin Focus                                           |
| 2021 | Sebastian Fitzek      | Thrillerautor                                                     |
| 2022 | Christian Geselle     | Oberbürgermeister Stadt Kassel                                    |
| 2023 | Sanna Englund         | Schauspielerin für Notruf Hafenkante (ZDF)                        |
| 2024 | Mario Barth           | für die Sendung „Mario Barth deckt auf“                           |
| 2025 | Marisa Burger         | Schauspielerin „Die Rosenheim Cops“                               |

## Gewerkschafter des Jahres
Seit 2015 wird zusätzlich der Preis „Gewerkschafter des Jahres“ verliehen. Geehrt werden damit Mitglieder der Gewerkschaft der Polizei Kassel, die durch besondere Ideen, Vorschläge oder Aktionen engagiert waren. Die geehrten haben die gewerkschaftliche Diskussion angestoßen und in Verhandlungen mit der Politik konnten Ideen umgesetzt werden.
„Gewerkschafter des Jahres“ wurde erstmals 2016 Hartmut Ostwald für die Idee zur Einführung einer „OPE Zulage“ (Zulage für die operativen Polizeieinheiten) in der Polizei Hessen. Im Jahr 2017 wurde Axel Wagner für die Weiterführung der Jahressonderzahlung an die Beamten in Hessen geehrt. 2019 wurde Reiner Deichmann „Gewerkschafter des Jahres“, für sein Engagement zur stufengleichen Höhergruppierung im Tarifvertrag Hessen.
2021 wurde Andy Eisenmann stellvertretend für sein Team „Gewerkschafter des Jahres“. Die Gruppe leistet ehrenamtliche Hilfe im Flutgebiet des Ahrtals.
2023 wurde Dogan Oenigk als Initiator einer großen Hilfsaktion für Menschen in der Ukraine gewürdigt, die gemeinsam mit den Maltesern in Kassel und der Pfarrei Sankt Elisabeth Kassel durchgeführt wurden.
2025 ging die Auszeichnung an Holger Eggenschwiller für den Bereich der Medizin im Team Taktische Medizin der GdP Hessen und Matthias Langer für den Bereich Polizei. Insgesamt hat das Team über 20 Trainerinnen und Trainer. Seit 10 Jahren werden Seminare durchgeführt und hatten über 1000 Polizistinnen und Polizisten, z. B. mit Themen wie „Versorgung von Schuss und Stichverletzungen“.